# Singapore ai Giochi della XXXII Olimpiade
Singapore ha partecipato ai Giochi della XXXII Olimpiade, che si sono svolti a Tokyo, Giappone, dal 23 luglio all'8 agosto 2021 (inizialmente previsti dal 24 luglio al 9 agosto 2020 ma posticipati per la pandemia di COVID-19) con ventitre atleti, sei uomini e diciassette donne.
Si è trattata della diciassettesima partecipazione di questo paese ai Giochi estivi. Nessun atleta ha vinto medaglie.

## Delegazione
| Sport            | Uomini | Donne | Totale |
| ---------------- | ------ | ----- | ------ |
| Atletica leggera | 0      | 1     | 1      |
| Badminton        | 1      | 1     | 2      |
| Canottaggio      | 0      | 1     | 1      |
| Equitazione      | 0      | 1     | 1      |
| Ginnastica       | 0      | 2     | 2      |
| Nuoto            | 2      | 2     | 4      |
| Scherma          | 0      | 2     | 2      |
| Tennistavolo     | 1      | 2     | 3      |
| Tiro             | 0      | 1     | 1      |
| Tuffi            | 1      | 1     | 2      |
| Vela             | 1      | 3     | 4      |
| Totale           | 6      | 17    | 23     |

## Risultati

### Atletica leggera
Eventi su pista e strada
| Atleta         | Evento                | Batteria  | Batteria  | Semifinale      | Semifinale      | Finale          | Finale          |
| Atleta         | Evento                | Risultato | Posizione | Risultato       | Posizione       | Risultato       | Posizione       |
| -------------- | --------------------- | --------- | --------- | --------------- | --------------- | --------------- | --------------- |
| Shanti Pereira | 200 m piani femminili | 23"96     | 6ª        | Non qualificata | Non qualificata | Non qualificata | Non qualificata |

### Badminton
| Atleta       | Evento            | Girone                   | Girone                           | Girone | Ottavi               | Quarti               | Semifinale           | Finale               | Finale          |
| Atleta       | Evento            | Avversario Punteggio     | Avversario Punteggio             | Pos.   | Avversario Punteggio | Avversario Punteggio | Avversario Punteggio | Avversario Punteggio | Pos.            |
| ------------ | ----------------- | ------------------------ | -------------------------------- | ------ | -------------------- | -------------------- | -------------------- | -------------------- | --------------- |
| Loh Kean Yew | Singolo maschile  | Mahmoud V (21–15, 21–12) | Christie P (20–22, 21–13, 18–21) | 2º     | Non qualificato      | Non qualificato      | Non qualificato      | Non qualificato      | Non qualificato |
| Beiwen Zhang | Singolo femminile | Gaitan V (21–7, 21–10)   | Kim G-e P (13–21, 14–21)         | 2ª     | Non qualificata      | Non qualificata      | Non qualificata      | Non qualificata      | Non qualificata |

### Canottaggio
| FA   | Qualificato in finale A (per le medaglie)     |
| FB   | Qualificato in finale B (non per le medaglie) |
| FC   | Qualificato in finale C (non per le medaglie) |
| FD   | Qualificato in finale D (non per le medaglie) |
| FE   | Qualificato in finale E (non per le medaglie) |
| FF   | Qualificato in finale F (non per le medaglie) |
| SA/B | Semifinali A/B                                |
| SC/D | Semifinali C/D                                |
| SE/F | Semifinali E/F                                |
| QF   | Qualificato ai quarti di finale               |
| R    | Ripescaggio                                   |

| Atleta   | Evento            | Batteria | Batteria  | Ripescaggio | Ripescaggio | Semifinali | Semifinali | Finale  | Finale    |
| Atleta   | Evento            | Tempo    | Posizione | Tempo       | Posizione   | Tempo      | Posizione  | Tempo   | Posizione |
| -------- | ----------------- | -------- | --------- | ----------- | ----------- | ---------- | ---------- | ------- | --------- |
| Joan Poh | Singolo femminile | 8'31"12  | 6ª R      | 8'40"06     | 4ª SE/F     | 8'47"77    | 3ª FE      | 8'21"23 | 28ª       |

### Equitazione

#### Dressage
| Atleta        | Cavallo  | Gara        | Grand Prix | Grand Prix | Grand Prix Special | Grand Prix Special | Grand Prix Freestyle | Grand Prix Freestyle | Totale          | Totale          |
| Atleta        | Cavallo  | Gara        | Punteggio  | Classifica | Punteggio          | Classifica         | Tecnico              | Artistico            | Punteggio       | Classifica      |
| ------------- | -------- | ----------- | ---------- | ---------- | ------------------ | ------------------ | -------------------- | -------------------- | --------------- | --------------- |
| Caroline Chew | Tribiani | Individuale | EL         | EL         | Non qualificata    | Non qualificata    | Non qualificata      | Non qualificata      | Non qualificata | Non qualificata |

### Ginnastica

#### Ginnastica artistica
| Atleta     | Evento                 | Qualificazione | Qualificazione | Qualificazione | Qualificazione | Qualificazione | Qualificazione | Finale          | Finale          | Finale          | Finale          | Finale          | Finale          |
| Atleta     | Evento                 | Attrezzo       | Attrezzo       | Attrezzo       | Attrezzo       | Totale         | Pos.           | Attrezzo        | Attrezzo        | Attrezzo        | Attrezzo        | Totale          | Pos.            |
| Atleta     | Evento                 | CL             | V              | T              | P              | Totale         | Pos.           | CL              | V               | T               | P               | Totale          | Pos.            |
| ---------- | ---------------------- | -------------- | -------------- | -------------- | -------------- | -------------- | -------------- | --------------- | --------------- | --------------- | --------------- | --------------- | --------------- |
| Tan Sze En | Corpo libero femminile | 11,833         | N.D.           | N.D.           | N.D.           | N.D.           | 75ª            | Non qualificata | Non qualificata | Non qualificata | Non qualificata | Non qualificata | Non qualificata |
| Tan Sze En | Trave                  | N.D.           | N.D.           | 11,033         | N.D.           | N.D.           | 84ª            | Non qualificata | Non qualificata | Non qualificata | Non qualificata | Non qualificata | Non qualificata |

### Nuoto
| Atleta           | Gara                         | Batterie | Batterie | Semifinali      | Semifinali      | Finale          | Finale          |
| Atleta           | Gara                         | Tempo    | Pos.     | Tempo           | Pos.            | Tempo           | Pos.            |
| ---------------- | ---------------------------- | -------- | -------- | --------------- | --------------- | --------------- | --------------- |
| Quah Zheng Wen   | 100 m dorso maschili         | 53"94    | 22º      | Non qualificato | Non qualificato | Non qualificato | Non qualificato |
| Quah Zheng Wen   | 100 m farfalla maschili      | 52"39    | 34º      | Non qualificato | Non qualificato | Non qualificato | Non qualificato |
| Quah Zheng Wen   | 200 m farfalla maschili      | 1'56"42  | 22º      | Non qualificato | Non qualificato | Non qualificato | Non qualificato |
| Joseph Schooling | 100 m stile libero maschili  | 49"84    | 39º      | Non qualificato | Non qualificato | Non qualificato | Non qualificato |
| Joseph Schooling | 100 m farfalla maschili      | 53"12    | 44º      | Non qualificato | Non qualificato | Non qualificato | Non qualificato |
| Quah Ting Wen    | 50 m stile libero femminili  | 26"16    | 40ª      | Non qualificata | Non qualificata | Non qualificata | Non qualificata |
| Quah Ting Wen    | 100 m stile libero femminili | 56"36    | 36ª      | Non qualificata | Non qualificata | Non qualificata | Non qualificata |
| Chantal Liew     | 10 km femminili              | N.D.     | N.D.     | N.D.            | N.D.            | 2h08'17"9       | 23ª             |

### Scherma
| Atleta         | Evento                         | 32-esimi             | 16-esimi             | Ottavi               | Quarti               | Semifinali           | Finale / FB          | Pos.            |
| Atleta         | Evento                         | Avversario Punteggio | Avversario Punteggio | Avversario Punteggio | Avversario Punteggio | Avversario Punteggio | Avversario Punteggio | Pos.            |
| -------------- | ------------------------------ | -------------------- | -------------------- | -------------------- | -------------------- | -------------------- | -------------------- | --------------- |
| Kiria Tikanah  | Spada individuale femminile    | Lin V 15–11          | Popescu P 10–15      | Non qualificata      | Non qualificata      | Non qualificata      | Non qualificata      | Non qualificata |
| Amita Berthier | Fioretto individuale femminile | Bye                  | Kiefer P 4–15        | Non qualificata      | Non qualificata      | Non qualificata      | Non qualificata      | Non qualificata |

### Tennistavolo
| Atleta                        | Evento            | Preliminari          | Round 1              | Round 2              | Round 3              | Ottavi               | Quarti               | Semifinali           | Finale / FB               | Pos.            |
| Atleta                        | Evento            | Avversario Punteggio | Avversario Punteggio | Avversario Punteggio | Avversario Punteggio | Avversario Punteggio | Avversario Punteggio | Avversario Punteggio | Avversario Punteggio      | Pos.            |
| ----------------------------- | ----------------- | -------------------- | -------------------- | -------------------- | -------------------- | -------------------- | -------------------- | -------------------- | ------------------------- | --------------- |
| Clarence Chew                 | Singolo maschile  | Bye                  | Diaw V 4–2           | Habesohn P 1–4       | Non qualificato      | Non qualificato      | Non qualificato      | Non qualificato      | Non qualificato           | Non qualificato |
| Feng Tianwei                  | Singolo femminile | Bye                  | Bye                  | Bye                  | Xiao V 4–1           | Han Y P 1–4          | Non qualificata      | Non qualificata      | Non qualificata           | Non qualificata |
| Yu Mengyu                     | Singolo femminile | Bye                  | Bye                  | Shao V 4–0           | Cheng I-c V 4–0      | Liu V 4–2            | Ishikawa V 4–1       | Chen M P 0–4         | Finale 3º posto Ito P 1–4 | 4ª              |
| Feng Tianwei Lin Ye Yu Mengyu | Squadre femminile | N.D.                 | N.D.                 | N.D.                 | N.D.                 | Francia V 3–0        | Cina P 0–3           | Non qualificata      | Non qualificata           | Non qualificata |

### Tiro a segno/volo
| Atleta    | Evento                                 | Qualificazione | Qualificazione | Finale          | Finale          |
| Atleta    | Evento                                 | Punteggio      | Classifica     | Punteggio       | Classifica      |
| --------- | -------------------------------------- | -------------- | -------------- | --------------- | --------------- |
| Adele Tan | Carabina 10 m aria compressa femminile | 625,3          | 21ª            | Non qualificata | Non qualificata |

### Tuffi
| Atleta        | Evento                     | Preliminari | Preliminari | Semifinale      | Semifinale      | Finale          | Finale          |
| Atleta        | Evento                     | Punti       | Classifica  | Punti           | Classifica      | Punti           | Classifica      |
| ------------- | -------------------------- | ----------- | ----------- | --------------- | --------------- | --------------- | --------------- |
| Jonathan Chan | Piattaforma 10 m maschile  | 311,15      | 26º         | Non qualificato | Non qualificato | Non qualificato | Non qualificato |
| Freida Lim    | Piattaforma 10 m femminile | 215,90      | 30ª         | Non qualificata | Non qualificata | Non qualificata | Non qualificata |

### Vela
| Atleta                   | Evento           | Regata | Regata | Regata | Regata | Regata | Regata | Regata | Regata | Regata | Regata | Regata | Regata | Regata | Punteggio Totale | Punteggio Netto | Classifica |
| Atleta                   | Evento           | 1      | 2      | 3      | 4      | 5      | 6      | 7      | 8      | 9      | 10     | 11     | 12     | M      | Punteggio Totale | Punteggio Netto | Classifica |
| ------------------------ | ---------------- | ------ | ------ | ------ | ------ | ------ | ------ | ------ | ------ | ------ | ------ | ------ | ------ | ------ | ---------------- | --------------- | ---------- |
| Amanda Ng                | RS:X femminile   | 22     | 17     | 20     | 25     | 26     | 27     | 26     | 26     | 23     | 26     | 24     | 25     | EL     | 287              | 260             | 26ª        |
| Ryan Lo                  | Laser maschile   | 18     | 15     | 6      | 28     | 21     | 24     | 22     | UFD    | 22     | 2      | N.D.   | N.D.   | EL     | 194              | 158             | 21º        |
| Kimberly Lim Cecilia Low | 49erFX femminile | 12     | 12     | 11     | 15     | 15     | 13     | 3      | 2      | 7      | 8      | 1      | 13     | 20     | 132              | 117             | 10ª        |